# Миттермайер, Рози
Роземари «Рози» Миттермайер-Нойройтер (нем. Rosemarie («Rosi») Mittermaier-Neureuther; 5 августа 1950[…], Мюнхен[…] — 4 января 2023[…], Гармиш-Партенкирхен, Бавария[…]) — немецкая горнолыжница, двукратная олимпийская чемпионка 1976 года.
Две сестры Рози также были горнолыжницами: старшая Хайди (род. 1941) участвовала в зимних Олимпийских играх 1964 года, младшая Эви (род. 1953) — в Олимпийских играх 1976 и 1980 годов. Таких успехов, как Рози, сёстрам добиться не удалось.
В 1976 году на Олимпийских играх в Инсбруке выиграла две золотых медали в скоростном спуске и слаломе, а также серебро в гигантском слаломе, лишь 0,12 сек уступив канадке Кэти Крайнер. На этапах Кубка мира в скоростном спуске не побеждала ни разу. В 1976 году признана лучшей спортсменкой года в Германии. После сезона 1975/76, в котором также выиграла Кубок мира в общем зачёте, завершила спортивную карьеру.
Была замужем за немецким горнолыжником Кристианом Нойройтером, участником трёх зимних Олимпиад (1972, 1976 и 1980). Сын Рози и Кристиана Феликс Нойройтер продолжил династию и также стал сильным горнолыжником. Свекровь немецкой биатлонистки и лыжницы Мириам Гёсснер.

## Зимние Олимпийские игры
| Олимпийские игры | Скоростной спуск | Гигантский слалом | Слалом |
| ---------------- | ---------------- | ----------------- | ------ |
| 1968 Гренобль    | 25               | 20                | DSQ2   |
| 1972 Саппоро     | 6                | 12                | 17     |
| 1976 Инсбрук     | 1                | 2                 | 1      |